# California (Mylène Farmer)
California è il terzo singolo dell'album Anamorphosée, della cantautrice francese Mylène Farmer pubblicato il 26 marzo 1996.
Il singolo è ritenuto ad oggi uno dei pezzi faro della Farmer anni 90, poiché è la traccia dell'album Anamorphosée che descrive più di tutte il cambiamento fisico e spirituale che Mylène ha subito nella sua fuga in America. La traccia è quindi una dedica alla California dove Mylène ha prodotto il suo ultimo album.
Il videoclip è uno dei più famosi della carriera della Farmer, in particolar modo grazie al rinomato regista che sarà scelto: Abel Ferrara. E proprio come nei suoi film, Abel Ferrara ci presenta una Mylène disinibita, sexy, provocante in opposizione ad un'altra Mylène sofistificata, benestante e chic. Il video è una sorta di thriller in cui possiamo trovare tutti gli elementi del pensiero di Ferrara: omicidi, sesso, tradimento, violenza, droga.
Il singolo ha venduto 150 000 copie raggiungendo la settima posizione della classifica ed è certificato disco d'argento.
Le tournée che seguiranno all'uscita del singolo conterranno sempre un'esibizione della traccia: infatti con Désenchantée, Sans contrefaçon e Rêver è il singolo che è stato presentato più volte durante le tournée della Farmer.

## Versioni ufficiali
1. California (Album Version) (4:58)
2. California (Radio Edit) (3:58)
3. California (Ramon Zenker's Radio Remix) (3:55)
4. California (Ramon Zenker's Extended Remix) (5:53)
5. California (Megalo Mania Remix) (6:47)
6. California (Wandering Mix) (6:10)
7. California (L.A.P.D Club Remix) (6:55)
8. California (Gaspar Inc. Remix) (5:22)
9. California (Romain Tranchart & Rawman Remix) (6:17)
10. California (Version Live 96) (7:12)
11. California (Version Live 00) (5:27)
12. California (Version Live 06) (5:19)
13. California (Version Live 09) (5:17)

## Lista di artisti che hanno cantato una cover del brano
- Cedric (2004)
- Mutine (2012)